# Pantoclis mese
Pantoclis mese är en stekelart som beskrevs av Nixon 1957. Pantoclis mese ingår i släktet Pantoclis, och familjen hyllhornsteklar. Arten är reproducerande i Sverige.